# 紋℃
紋℃（もんど、1978年 - ）は、日本のAV監督。単体女優ものを中心に撮り続けている。

## 略歴
この節の出典
- 1978年、東京都生まれ。
- AV制作会社「プラスワン」に入社。
- 入社から3年後、「プラスワン」の先輩だった南☆波王と制作会社を設立し独立。E-BODYを立ち上げから支える[2]。
- 2009年からエスワン「交わる体液、濃密セックス」シリーズの演出を担当[3]。シリーズの約8割で監督[2]。
- 2014年、自ら代表を務める制作会社を設立。
- 2020年AV売り上げランキングにて監督作がトップ3を独占した[3]。
- 2021年11月、制作会社BONOを設立[4]。
- 2024年3月10日、「2024年3月31日をもちまして AV監督を無期限休業」することをSNSで発表[5]。

## 人物
- 毎月、作品が7～8本リリースされていたが、多い月は15～6本リリースされていた[1][リンク切れ]。
- 1年間で撮影したAV作品は160本[6]。

- 好きなAV男優は、貞松大輔、マッスル澤野、花岡じった、吉村卓、森林原人、玉木玲[7][リンク切れ]。

## 監督作品（主な作品）

### E-BODY
- SSS-BODY〈シリーズ〉- JULIA、春菜はな、アンジェ、鶴田かな、麻美ゆま、里美ゆりあ、長谷川リホ、本田岬、吉川あいみ
- 黄金比筋肉BODY　片平あかね（2015年5月13日）
- ヒメカノ ティア超新星デジリアル漫画作家M&U原作 DMM.同人NO.1DL数コミック実写化!![6]（2015年7月13日）

他多数

### MOODYZ
この節の出典
- 新体操歴12年のロリータ少女 超軟体ぼでぃ発育中　福音未来（2010年3月13日）
- ムーディーズ創立10周年記念ムーディーズ×エスワン・コラボ企画 交わる体液、濃密セックス　周防ゆきこ（2011年4月1日）
- 潮吹き大乱交 4時間SPECIAL（2012年6月1日）- さとう遥希、大槻ひびき、琥珀うた、朝倉ことみ
- 超絶品BODY ドリーム大乱交SPECIAL（2012年12月1日）- さとう遥希、椎名ゆな、JULIA、あすか光希
- 絶品痴女大乱交（2013年5月13日）- 椎名ゆな、小早川怜子、乃亜、ASUKA
- 猛烈なKISSと絡み合う肉体　山川青空（2013年11月1日）
- 猛烈なKISSと絡み合う肉体　木下あずみ（2014年1月13日）
- 心音と青空 専属美女共演SPECIAL（2014年2月1日）- 水谷心音、山川青空
- 新星18歳!! 敏感すぎるフレッシュ新人!! 衝撃のAVデビュー　森田まゆ（2014年3月13日）
- 猛烈なKISSと絡み合う肉体　夏目彩春（2014年4月1日）
- 水谷心音　16時間BEST（2014年6月13日）
- 汗にまみれて夢中で性交　JULIA（2014年8月1日）
- 山川青空　8時間BEST（2014年10月1日）
- 巨乳女教師の匂い立つ汗と愛液　神咲詩織（2015年8月1日）
- ドSな幼なじみとドMな彼女 夢の三角関係こじらせ生活　あおいれな＆跡美しゅり（2016年7月13日）
- ビショ濡れ潮吹きJK ダダ漏れ汗ダク性交　向井藍（2016年8月1日）
- 痴漢したJKがその後僕を好きになり本気でむさぼり合った　椎名そら（2016年10月1日）

### S1
- 新人NO.1 STYLE〈シリーズ〉
- 交わる体液、濃密セックス〈シリーズ〉
- ○○、イキます。〈シリーズ〉- 夢乃あいか、庵野杏、一花のあ、有賀ゆあ、宇多田みか、長谷川モニカ
- 中から出てくる白濁汁〈シリーズ〉- 明日花キララ、葵つかさ、吉沢明歩
- おま●こ、くぱぁ。〈シリーズ〉- 吉沢明歩、一ノ瀬はるか、明日花キララ[6]、園田みおん、涼宮のん
- 挿れてるトキもキスして...　麻美ゆま（2010年5月19日）
- ナンバーワンスタイル ネットリ濃厚セックス　二階堂ソフィア（2011年7月7日）
- パコパコ風俗 NO.1再指名　麻美ゆま（2013年2月19日）
- 極道の妻　吉沢明歩（2013年7月7日）
- 「エミリに膣中イキの快感を教えてください」汗・涎・愛液・体内汁垂れ流しビックンビックン痙攣エクスタシー　池井戸エミリ（2016年8月19日）
- 爆乳92cm 細腰55cm 大迫力の37cm絶対的高低差とSEXウェスト 筋肉を堪能する極上アングル カーヴィーV　奥田咲（2016年9月19日）他多数

### S級素人
- 新卒アイドル女子社員 Vol.13（2011年7月8日）
- 可愛い女ほど、男に縁がない　ショップ店員マコちゃん(20歳)（2011年8月12日）
- 酔いつぶれた同僚に無言の制裁（2011年8月12日）
- GIRLS SEX PARTY 9（2011年9月9日）
- 讃岐弁丸出し 田舎娘 7 あみちゃん（2011年11月11日）
- これがS級素人だ!! 完全保存版BEST 7（2011年12月9日）
- 噂のあの娘とほろ酔いSEX 巨乳でハメ潮 はるきちゃん（2012年2月10日）
- 捕まった素人さんは現役保母さん。さやせんせい21歳 東京都調布市勤務（2012年3月9日）
- カラダを売りにするS級素人 わかな（2012年5月11日）
- 上品色白美人令嬢のS級素人さん レンタルします（2012年7月13日）
- GIRLS SEX PARTY 12（2012年8月10日）
- 地方で発掘したS級人妻 岡山県K市在住・Rさん（2012年9月14日）
- 簡単に稼げる高額バイト紹介します 代々木・専門学校生編（2012年10月12日）
- S級素人 奇跡の美乳 ひなちゃん（2012年11月9日）
- とにかくヤりたい。ひな（2012年12月14日）
- 過激すぎるド素人娘 4時間スペシャル 3（2013年1月11日）
- 簡単に稼げる高額バイト紹介します 代官山・綺麗なお姉さん編（2013年1月11日）
- 卑猥な接吻とセックスを繰り返す美人OL 営業部みき（2013年2月8日）
- 過激すぎるド素人娘 4時間スペシャル 4（2013年2月8日）
- S級素人 奇跡の美乳 ゆうさん（2013年3月8日）
- 僕と彼女の思い出映像 世奈ちゃん（2013年4月12日）
- とにかくヤりたい。あんり（2013年5月10日）
- 九州弁丸出し 田舎娘 11 ここはちゃん 19歳（2014年4月25日）
- 噂の貧乳美女の胸チラを指摘して、赤面させてヤる 2（2014年10月10日）[1][リンク切れ]

### SODクリエイト
- 超絶美人彼女 ヤリカノ 08 まやちゃん（2011年8月20日）
- 童貞チ○ポを何度もイカせる卑猥なお口といやらしい腰使い　立花さや（2011年10月6日）
- 初中出し天国　吉川あいみ（2013年8月22日）
- 紗倉まな　溢れる愛液、唾液、汗･･･体液まみれ濃密‘汁音SEX ’（2014年6月19日）
- 古川いおり×浅野えみ　超絶頂！ダブル激イキッ！ダブル潮吹き天国（2014年7月10日）
- 瀬奈まお　10代少女のカラダを舐めイカせる中年男の濃厚接吻本気汁まみれセックス（2014年10月9日）
- 紗倉まな　お姉さんの高級ランジェリーに魅せられて...（2015年1月22日）
- 白石茉莉奈　初中出し解禁（2015年6月18日）
- 紗倉まな×松岡ちな Wキャスト 姉妹ラブラブ近親相姦 ご奉仕天国[1][リンク切れ]（2015年7月9日）
- 紗倉まな×松岡ちな Wキャスト 巨根激ピストン イカセ地獄（2015年7月9日）
- 古川いおり　お姉さんの高級ランジェリーに魅せられて...（2015年10月8日）
- 古川いおり　溢れる愛液、唾液、汗･･･体液まみれ濃密‘汁音SEX’（2015年12月10日）
- 南真菜果　AV debut（2015年12月10日）
- 南真菜果　8頭身Hカップ 極上SS級エロBODY 初体験4本番（2016年1月21日）

### アイデアポケット
この節の出典
- タイトスカート 痴女医の淫らな誘惑　美雪ありす（2014年11月1日）
- 奴隷志願してきた名門大学のお嬢様パイパンごっくん変態調教飼育 私･･･何でもします･･･どうか可愛がってください･･･　立花はるみ（2015年1月1日）
- いつも優しくしてくれる隣の巨乳お姉さんを犯ル！犯ってヤルッ!!　初音みのり（2015年12月1日）
- 桜木凛　180分本指名 極上風俗4本番＋ピンサロ（2016年1月19日）
- 美月レイアの快感スパイラル レイアをイカせてイカせてイカせまくり！（2016年3月19日）
- FIRST IMPRESSION 95 2年ぶりのセックスで初イキ披露！現役美人声優まさかのAVデビュー　紗々原ゆり（2016年4月1日）
- タイトスカート 新米女教師の誘惑授業　麻生遥（2016年4月1日）
- FIRST IMPRESSION 97 一般から公募したIPオーディション美少女部門グランプリ！名器を持つ逸材美少女！　堀北さくら（2016年5月1日）
- 調教された天海つばさ 本人 アイポケから契約を切られた紋℃･･･ 狂気の復讐ドキュメンタリー（2016年5月1日）
- 美月レイア　180分本指名 極上風俗4本番＋ピンサロ（2016年6月19日）
- 堀北さくら　180分本指名 極上風俗4本番＋ピンサロ（2016年9月1日）
- 堀北ピンチ！「えっ、いまここで、こんな場所で!?」過激な羞恥プレイ180分 予想外で怒涛のいきなり性交！さくら初ドッキリ！潮も吹きまくり！（2016年10月1日）
- ゴージャスオナニーサポート 臨場感200%！現役声優「紗々原ゆり」のいやらしい生音がアナタのチ○ポに直撃！バイノーマル録音ver（2016年10月1日）
- 柚月ひまわり　男を骨抜きにするひまわりお姉さんと精子枯れ果てるまでハメまくる超絶4本番！ ＋唾だくだく顔射フェラ！＋絶頂玩具イカセ！（2016年12月25日）

### えむっ娘ラボ
この節の出典
- 蓮実クレアのMスイッチ（2016年1月25日）
- AIKAのMスイッチ（2016年2月25日）